# Matriz singular
Em matemática, uma matriz quadrada é dita singular quando não admite uma inversa. Essas matrizes têm determinante nulo.

## Propriedades
- Uma matriz é singular se e somente se seu determinante é nulo. Por exemplo, se uma matriz quadrada tiver pelo menos uma linha ou coluna nula, terá determinante zero (0), o que caracteriza uma matriz singular.
- Uma matriz {\displaystyle A\,} é singular se e somente se existir um vetor {\displaystyle x\,} não nulo tal que:

{\displaystyle Ax=0\,}
- Se uma matriz {\displaystyle A\,} é singular, então o problema {\displaystyle Ax=b\,} ou não possui solução ou possui infinitas soluções.

## Exemplos
Existem 10 matrizes singulares com dimensão 2X2 compostas dos números 0 e 1:
{\displaystyle {\begin{bmatrix}0&0\\0&0\end{bmatrix}},} {\displaystyle {\begin{bmatrix}0&0\\0&1\end{bmatrix}},} {\displaystyle {\begin{bmatrix}0&0\\1&0\end{bmatrix}},} {\displaystyle {\begin{bmatrix}0&0\\1&1\end{bmatrix}},} {\displaystyle {\begin{bmatrix}0&1\\0&0\end{bmatrix}},} {\displaystyle {\begin{bmatrix}0&1\\0&1\end{bmatrix}},} {\displaystyle {\begin{bmatrix}1&0\\0&0\end{bmatrix}},} {\displaystyle {\begin{bmatrix}1&0\\1&0\end{bmatrix}},} {\displaystyle {\begin{bmatrix}1&1\\0&0\end{bmatrix}},} {\displaystyle {\begin{bmatrix}1&1\\1&1\end{bmatrix}}}
Mais exemplos de matrizes singulares podem ser obtidos multiplicando-se as matrizes acima por escalares reais.
- A matriz {\displaystyle A={\begin{bmatrix}1&4&7\\2&5&8\\3&6&9\end{bmatrix}}} é singular porque {\displaystyle det(A)={\begin{vmatrix}1&4&7\\2&5&8\\3&6&9\end{vmatrix}}=0}[1].